# Ansitz Mildenberg

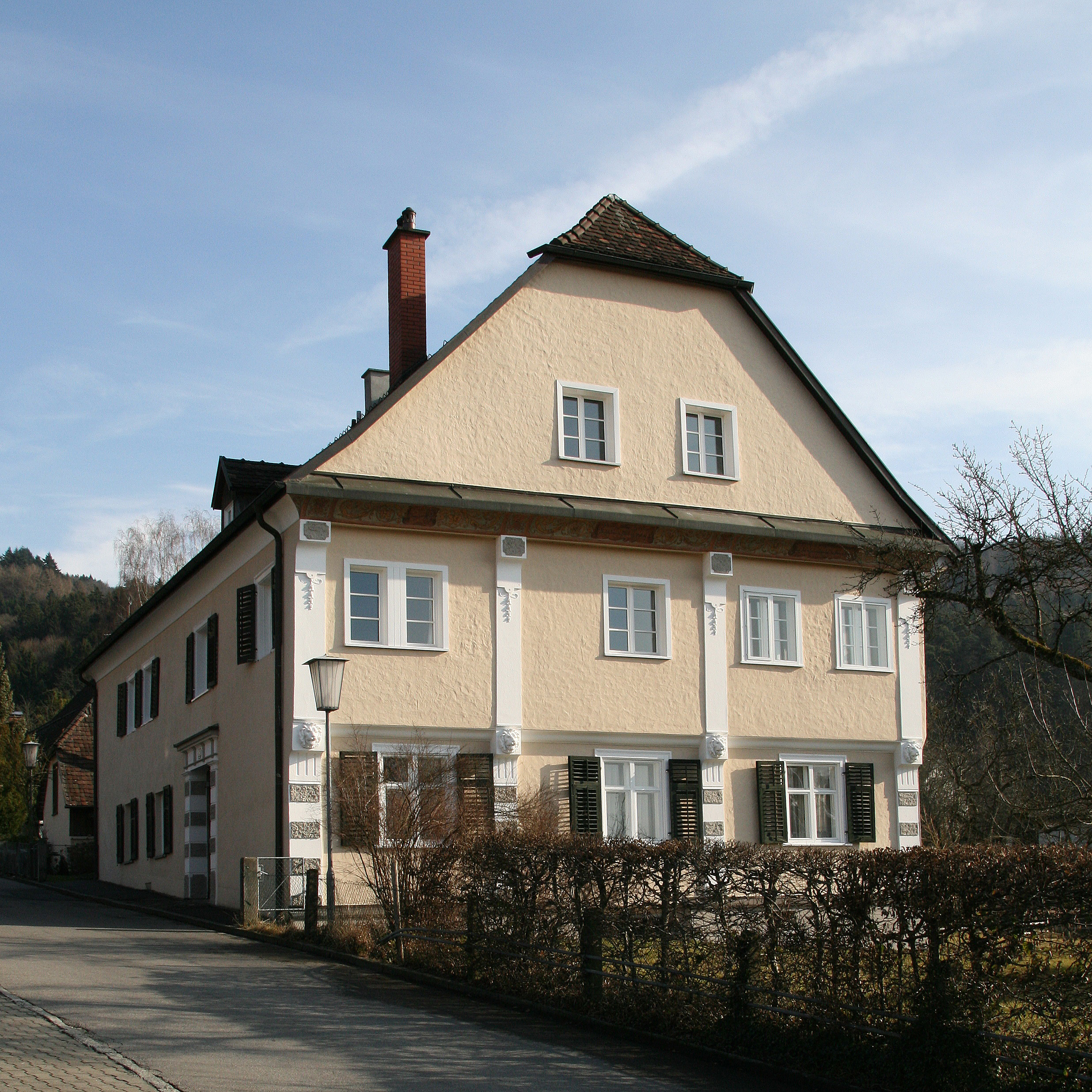
Ansitz Mildenberg

Der Ansitz Mildenberg ist ein Wohnhaus in Bregenz. Das Bauwerk steht unter Denkmalschutz (Listeneintrag).

## Geschichte
Im 15. Jahrhundert war das Hausgut der Grafen von Montfort wegen der vielen Obstbäume „des Grafen Baumgarten“ genannt.
1523 verkaufte Graf Haug von Montfort-Pfannenberg die Herrschaft Bregenz-Hofrieden, den letzten Besitz der Montfort in Vorarlberg, an Erzherzog Ferdinand von Österreich. Danach diente dieser Ansitz ab 1523 als österreichisches Amtshaus für das Gericht Hofrieden. 
Von 1530 bis in das 19. Jahrhundert hinein gab es einen häufigen Wechsel der adeligen, bürgerlichen und klösterlichen Besitzer. 
Um 1546 saßen hier die Edlen von Villenbach. Wilhelm von Villenbach war 1555 Vogt der Neuburg. Zwischen 1608 und 1612 lebte in Mildenberg der Bregenzer Chronist und Stadtschreiber Christoph Schalk. Von 1612 bis zur Mitte des 17. Jahrhunderts gehörte der Ansitz dem Kloster Weißenau bei Ravensburg. Prominentester Eigentümer war im 18. Jahrhundert die Familie von Deuring.
1898 wurde das Gebäude umfassend renoviert. 1955 wurde es bergseitig um eine Fensterachse verlängert und 1979 neuerlich restauriert.  Heute dient der Ansitz Wohnzwecken.

## Architektur
Der ehemalige Ansitz ist ein zweigeschoßiges Gebäude mit einem Krüppelwalmdach, das im Lauf der Zeit mehrfach verändert wurde. 
Im Kern ist er jedoch ein Fachwerkbau des 16. Jahrhunderts mit dekorativer Blattverbindung von Ständern und Streben. Die westliche Giebelwand ist die Schauseite des Gebäudes. Sie kragt zweifach vor und wird durch das gekehlte Klebdach und die im unteren Bereich rustizierten Lisenen gegliedert. Die Löwenkopf- und Festonapplikationen der Lisenen stammen vom Ende des 19. Jahrhunderts. 
Das nordseitige Rechteckportal mit seiner rustizierten Pilasterrahmung und der dorischen Attika stammt aus dieser Zeit. Das Kehlgesims ist mit Rankenmalereien versehen. Die bei einem Brand 1975 teilweise zerstörte gotische Stube vom Beginn des 16. Jahrhunderts im Obergeschoß war ursprünglich vollständig vertäfelt und mit einer Holztonne gedeckt. Die zerstörten Teile wurden durch Kopien ersetzt. Die Deckentrame und die Fenstergewände sind reich geschnitzt bzw. profiliert. Bemerkenswert ist die Kielbogentüre in einem Stabwerkrahmen. In den Füllungszwickeln sind Rankenschnitzereien angebracht. 
Die große Fensternische im ersten Stock diente 1494 vermutlich der Bregenzer Armbrust-Büchsen-Bruderschaft als Laube, von der ihre Mitglieder aus ihre Schießübungen durchführten.